# Horror w Dunwich
Horror w Dunwich – film z roku 1970 oparty na powieści Howarda Phillipsa Lovecrafta pod tym samym tytułem.

## Fabuła
Akcja filmu rozpoczyna się w Uniwersytecie Miscatonic, Arkham, Massachusetts. Dr Armitage (Begley), badacz rzadkiej i zakazanej księgi „Necronomicon”, przekazuje księgę młodej pracowniczce uniwersyteckiej biblioteki Nancy Wagner (Dee), żeby ta zwróciła ją do biblioteki. Młody człowiek, Wilbur Whateley (Stockwell), przychodzi do biblioteki, żeby zapoznać się z egzemplarzem „Necronomiconu”. On poznaje Nancy, która, oczarowana uroczym nieznajomym, udostępnia mu księgę. Powoduje to niezadowolenie Dr Armitage’a. Młody człowiek opowiada mu, że pochodzi z rodu Whateley. Armitage przypomina, że pradziadek Wilbura został zlinczowany za czarnoksięstwo. 
Później Wilbur spóźnia się na autobus i prosi Nancy, żeby ona podwiozła go do jego domu w Dunwich, na co Nancy, wbrew ostrzeżeniom Armitage’a, się godzi. W Dunwich dziewczyna zauważa, że miejscowi obawiają się Wilbura. W domu Wilbura Nancy spotyka jego dziadka (Jaffe), który mieszka razem z wnukiem.  Samochód Nancy się psuje, i Wilbur przekonuje Nancy (stosując narkotyki i hipnozę), żeby ona została na kilka dni w domu, mimo niezadowolenia dziadka.
Następnego dnia do Dunwich przyjeżdżają, zaniepokojeni zniknięciem Nancy, Armitage i Elizabeth, koleżanka Nancy. Znajdują oni dziewczynę i starają się dowiedzieć się więcej o rodzinie Whateley. Dowiadują się, że matka Wilbura Lavinia (Jordan) znajduje się w szpitalu psychiatrycznym. Miejscowy lekarz opowiada Armitage'owi, że  Wilbur miał brata-bliźniaka, który rzekomo urodził się martwy, ale jego ciała nikt nie widział, a Lavinia zwariowała po porodzie.
Elizabeth dowiaduje się, że ród Whateley cieszy się w okolicy bardzo złą sławą. Zaniepokojona, znowu przychodzi do domu Whateley i, mimo sprzeciwu dziadka, otwiera drzwi do zamkniętego pokoju na strychu, gdzie zostaje zabita przez potwora, który, jak się okazuje, jest bratem Wilbura.  
Nancy jest potrzebna Wilburowi dla obrzędu, który ma otworzyć drzwi do naszego świata Wielkim Przedwiecznym. Dziadek próbuje powstrzymać Wilbura, ale podczas kłótni z wnukiem spada ze schodów i ginie. Wilbur przyprowadza dziewczynę na górę w okolicy, gdzie przygotowuje ją do obrzędu. Tymczasem brat Wilbura, który znalazł się na wolności, morduje kilku mieszkańców miasteczka. 
Dzięki interwencji Dr Armitage’a Wilbur i jego brat giną, Nancy zostaje uratowana.

## Obsada
- Dean Stockwell – Wilbur Whateley
- Sandra Dee – Nancy Wagner
- Ed Begley – Dr. Henry Armitage
- Talia Shire – pielęgniarka Cora
- Sam Jaffe – stary Whateley
- Lloyd Bochner – Dr Cory
- Jason Wingreen - szeryf Harrison
- Joanne Moore Jordan: Lavinia Whateley
- Donna Baccala: Elizabeth Hamilton
- Michael Fox: Dr Raskin
- Barboura Morris: pani Cole
- Beach Dickerson: pan Cole
- Michael Haynes: ochroniarz
- Toby Russ: bibliotekarz
- Jack Pierce: Reeger